# Синагога у Сплиту
Синагога у Сплиту, „Молитвени дом“ или Кућа учења Јевреја у Сплиту, је објакат јеврејске верске заједнице, изграђен у центру Сплита у 16. веку. Спада међу три најстарије синагоге у Европи (после Прага и Дубровника). У синагоги верске обреде, личне молитве и дружења обављају припадници локалне верске заједнице Јевреја из Сплита и околине (уз повремене прекиде) до данашњих дана. У Сплиту данас живи око 120 јевреја, што је јако мало, па синагога нема свог рабина, већ о њој бригу води  рабин са седиштем у Загребу.

## Заштита
Под шифром З-5650 објекат синагоге уписан је као непокретно културно добро Хрветске - појединачно, правни статус заштићеног културног добра, класификованог као сакрално градитељско наслеђе. 

## Историја
Према расположивим подацима постоје различита мишљења о синагоги у Сплиту, који нису јединствени али су повезана са Салоном. Салона је 44. године п. н. е. потпала под Цезарову и Римску команду, након што је постала римска колонија и звала се  Colonia Martia Ivlia Salona. Тих година Салона је била велики тржни центар и зато су до ње грађени путеви. Када је Салона постала главни улаз са мора ка унутрашњост Балканског полуострва, био је, то један од разлога да у њу дођу Јевреји јер тамо где се добро тргује има и Јевреја.
За поједине Јевреје у Сплиту знамо од трећег века, али, се претпоставља, да су од седмог века сплитски Јевреји организовани у општину. Прва јеврејска четврт и синагога налазили су се у источним подрумима Диоклецијанове палате. 
После великог пожара 1507. године из тог дела града, Јевреји су се преселили у северозападни део Палате и дуж данашње Босанске улице. Тако се од почетка 16. века до данас и синагога и јеврејска заједница налазе на истој адреси, у Жидовском пролазу, једном од улаза у некадашњи јеврејској мали.
Да су Јевреји живели на подручју Салоне указују поједини археолошки налази, пре свега они у облику јеврејских свећњак „менора“ који су нађени на саркофазима, као и на римским глиненим лампама. Пронађен је и камени натпис у коме се помињу Јевреји.
Након продора Словена и Авара на Балканско полуострво, они нападају Салону 625. године и након пада града целокупно становништво Салоне бежи у Диоклецијанову палату. Тешко је рећи да ли су и Јевреји побегли у Диоклецијанову палату, јер је мало података, али има и таквих мишљења.

### Масовно насељавање Јевреја у време Млетачке републике
Пад подручје Сплита под утицај Млетачке републике, битно је утицао на будућност живот Јевреја у Сплиту, првенствено због изразито либералног става Млетачке републике према овој заједниици, тако да је у Млетачкој републици живело доста Јевреја.
На масовније насељавање Јевреја у Сплиту утицала је Шпанији, у којој је након 1492 године и уједињења Арагона и Кастиља започео процес исељавања муслимана и Јевреја из својих. Тада многи Јевреји (Сефарди из Шпаније) проналазе своје уточиште у италијанским земљама, поготово у Млетачкој републици.
Други разлог за масовнији долазак Јевреја у Сплит везује се за Данијела Родригеза Родрига, пореклом португалца, дипломатског посредник између Турске и Венеције, који је положај Сплита, схватио као велики потенцијал за пристајаље великих бродова, потенцијални карантин и складиште свих роба . Као прави Јевреј у свему је гледао свој профит, па је упркос великог отпора Дубровника и Неретве као главних лука, успео да 1592. године отвори луку и лазарет у Сплиту .
Као награду за свој труд, Родриго тражи од Млетачке републике да се у Сплит пресели један број Јевреја са својим породицама из Венеције, и након добијене сагласности гради не само посебну четврт за Јевреје, већ и у одвојеном и заштићеном простору Сплита гради Цитаделу у којој би се изводили вјерски обичаји и гробље на Марјану.
Током 17. века, заједно са другим заједницама, Јевреји су бранили Спилт у Кандијском рату између Млечана и Турака, као и у другим ратовима. У Кандијском рату, према записима сплитских племића, Јевреји су чували и бранили град у близини манастира Светог Арнира, што се и данас назива „положајем Јевреја“. Тако је било све до 1797. и пада Млетачке републике, када су сељаци из околине Сплита оптужили Јевреје као присталице Француске револуције, и упали у гето, снамером да побију Јевреје. Крвопролиће је спречило  300 наоружаних Сплићана који нису били Јевреји, предвођени Николом Шиловићем, који је према сачуваним записима, зауставио гомилу са периферије рекавши да су Јевреји помагали развоју и одбрани Сплита. Из тих векова потичу и презимена многих људи који су град задужили у 19. и 20. веку, а која се могу наћи на јеврејском гробљу на Марјану, од којих су нека и данас изведена из чисто хрватска презимена.
Данас је на гробљу на Марјану према неким изворима 650 гробова Јевреја, према другима до 700 гробова, од којих је најстарији из 1717. године, а најновији из 1942. године.

### Организација живота
Једна од основа јеврејског начина живота садржана је у увек истицаној реченици да је „закон државе и мој закон“. Захваљујући овом ставу Јевреји су, ма колико се по начину живота и верским назорима разликују од других народа и ма колико их околности присиљавале на честа лутања и изгнанства, током свих векова свога постојања увек осећали као становници оне земље у којој су се родили или у коју су сеобама дошли. То објашњава и чињеницу да су Јевреји, иакао незнатни по броју у односу на друге народе, у мањој или већој мери учествовали у готово свим сферама живота у Хрватској.
Иако често сумњичени, проглашавани за противдржавне елементе и излагани прогонима до геноцида, Јевреји на нестабилном европском тлу никада нису радили против држава у којима су живели, највећим делом због њихове верске и идеолошке искључивости. Имајући ово у виду Јеврејска заједница у Сплиту увек је била уско везана уз историју овог града, јер су њени чланови делили добро и зло са свим грађанима Сплита. Утицаји су били двосмерни, а Сплит се може похвалити да је у тешким временима за Јевреје у Европи свео ту друштвену неправду на најмању могућу меру, наравно у тим геноцидним околностима, наметнутим од стране нацистичке Немачке.
Током Другог светског рата, синагога је била тешко оштећена и већи део заједнице је емигрирао у Палестину 1950-тих година. Небрига и зуб времена изазвао је спољња оштећења на синагоги, а вода је процурила у структуру синагоге и проузроковала пропадање гипса у унутрашњем простору светишта.
Тек након осамостаљења Хрватске 1995. године, активности заједнице су постепено оживљавале.

### Обнова синагоге у 21. веку
Уз подршку и смернице ВМФ-овог Програма за јеврејско наслеђе, пројекат конзервације током 2014. године обухватио је санцију на јужној и северној фасади, којом су санирана оштећења на зидовима, и обављено целокупно чишћење фасада. Замењене су дрвене ролетне које су знатно оштећене, док су оне које су још увек у добром стању пребојане ради заштите. Постављени су нови бакарни олуци, сливници и ивичњаци како би се зграда заштитила од продирања воде.
Током пројекта, тим је открио фрагмент римске стеле са делом њеног натписа који је још увек нетакнут, као и фрагменте мермерних довратника са раносредњовековне зграде који су коришћени као прозори на северној фасади синагоге.

## Молитвени дом
Прве податке о синагоги налазимо тек 1397. године у документу сплитског надбискупа, у коме је записано да се у саставу Диоклецијанове палате налази синагога. Поред овога, на зидовима палате пронађени су цртежи меноре са 5 кракова за свеће. Ово откриће је прилично дискутабилно, јер јеврејска менора има 7-9 кракова за свеће.
Прва сплитска синагога, вероватно датира из римског периода, уништена је у великом пожару 1507. Убрзо је изграђена нова синагога у другом делу града у близини западног зида Диоклецијанове које је касније постало јеврејски гето у Сплиту. Синагога је настала повезивањем и трансформацијом другог спрата две средњовековне куће, у Жидовском пролазу 1.
Данашњи изглед синагога је добила 1728. године, када је у њој извршено рушење једног зида и постављање дрвених преграда (које су направљање како жене могле да у складу са обичајима буду одвојене од мушкараца).
У синагоги се налази Арон Кадеш нешто као олтар или најсветији део синагоге, на западном зиду Диоклецијанове палате, оријентисан према Јерусалему. Изграђен је у класицистичном стилу од црног и биелог мермера. У Арон Кадешу се налази и простор за чување Тора (најсветијег свитка Јевреја).
На супротној страни синагоге налази се стаклена витрина са стварима битним за Јевреје.